# Jim Carrico
Charles James Carrico (Denton, 13 de abril de 1935 – Greenbank, 25 de julho de 2002) foi um médico estadounidense que trabalhou no Hospital Memorial Parkland e que ficou famoso por ser o primeiro a dar assistência médica ao Presidente John F. Kennedy, minutos após este ter sido baleado em 22 de novembro de 1963, e quem lhe realizou reanimação cardiorrespiratória durante mais de 20 minutos.

## Biografia
Jim Carrico fez o curso de medicina na Universidade do Norte do Texas em 1961, e nesse mesmo ano começou a realizar o seu internato em Parkland. Casou no ano seguinte com Susanne Grace. Em 1967, inspirado por JFK uniu-se à Armada dos Estados Unidos mas serviu dois anos e renunciou para regressar a Parkland em 1969. Mudou em 1974 para o Estado de Washington onde foi professor de cirurgia da Universidade de Washington, e regressou ao Texas em 1990, continuando como médico até à reforma em 2000.

### Assassinato de John F. Kennedy
Carrico foi chamado de urgência por causa da chegada do Presidente, já que o Dr. Malcolm Perry encontrava-se numa junta médica, mas não foi informado da gravidade da situação clínica de Kennedy. Carrico notou que Kennedy não respirava nem tinha pulso mas o seu coração ainda batia pelo que iniciou a RCP. Minutos depois chegou Perry, que realizou uma traqueostomia. Porém, Kennedy foi declarado morto às 13:00.
Um Carrico devastado permaneceu na sala durante a unção dos enfermos, e nessa noite escreveu uma carta de condolências a Jackie Kennedy, que esteve presente na sala, mas que nunca enviou (a mesma se encontra em posse de sua esposa que a fez pública em novembro de 2013). Depois lavou a sua camisa ensanguentada com ajuda de sua esposa, sendo o único a fazê-lo; o resto do pessoal médico e os agentes do Serviço Secreto conservaram os artigos com sangue do presidente.

### Assassinato de Lee Oswald
Dois dias após o magnicídio, Carrico junto-se ao pessoal médico a presenciar na televisão ao vivo o ataque de Jack Ruby com arma de fogo, e esperou a chegada de Lee Harvey Oswald ao hospital.
Oswald chegou inconsciente, e Perry rapidamente diagnosticou que o rim direito e o baço tinham sido completamente destruídos pela bala que por sua vez se encontrava alojada numa costela do lado esquerdo. O suposto assassino faleceu minutos depois ao sofrer uma falha cardiorrespiratória, produto da hemorragia interna que apresentava.

### Legado
Segundo seus familiares, Carrico ficou afetado pelo acontecimento e no domingo seguinte, durante a missa, partilhou o sucedido com os presentes, para negar-se a falar do tema até ao resto da sua vida, só quebrando o silêncio quando testemunhou perante a Comissão Warren. Em 2013, por motivo do 50.º aniversário do crime, estreou o filme Parkland, onde Carrico obteve a fama que se negou a receber em vida, com a interpretação de Zac Efron no papel do jovem médico.